# Vega de Infanzones
Vega de Infanzones település Spanyolországban, León tartományban. Lakosainak száma 839 fő (2024).

## Földrajza
Vega de Infanzones Onzonilla, Villaturiel, Campo de Villavidel, Chozas de Abajo, Ardón és Villanueva de las Manzanas községekkel határos.

## Népesség
A település lakosságának változását az alábbi diagram mutatja:
| Lakosok száma | 874  | 856  | 918  | 929  | 925  | 918  | 880  | 854  | 835  | 839  |
|               | 2001 | 2004 | 2007 | 2009 | 2012 | 2014 | 2017 | 2019 | 2022 | 2024 |